# ホンモンジゴケ

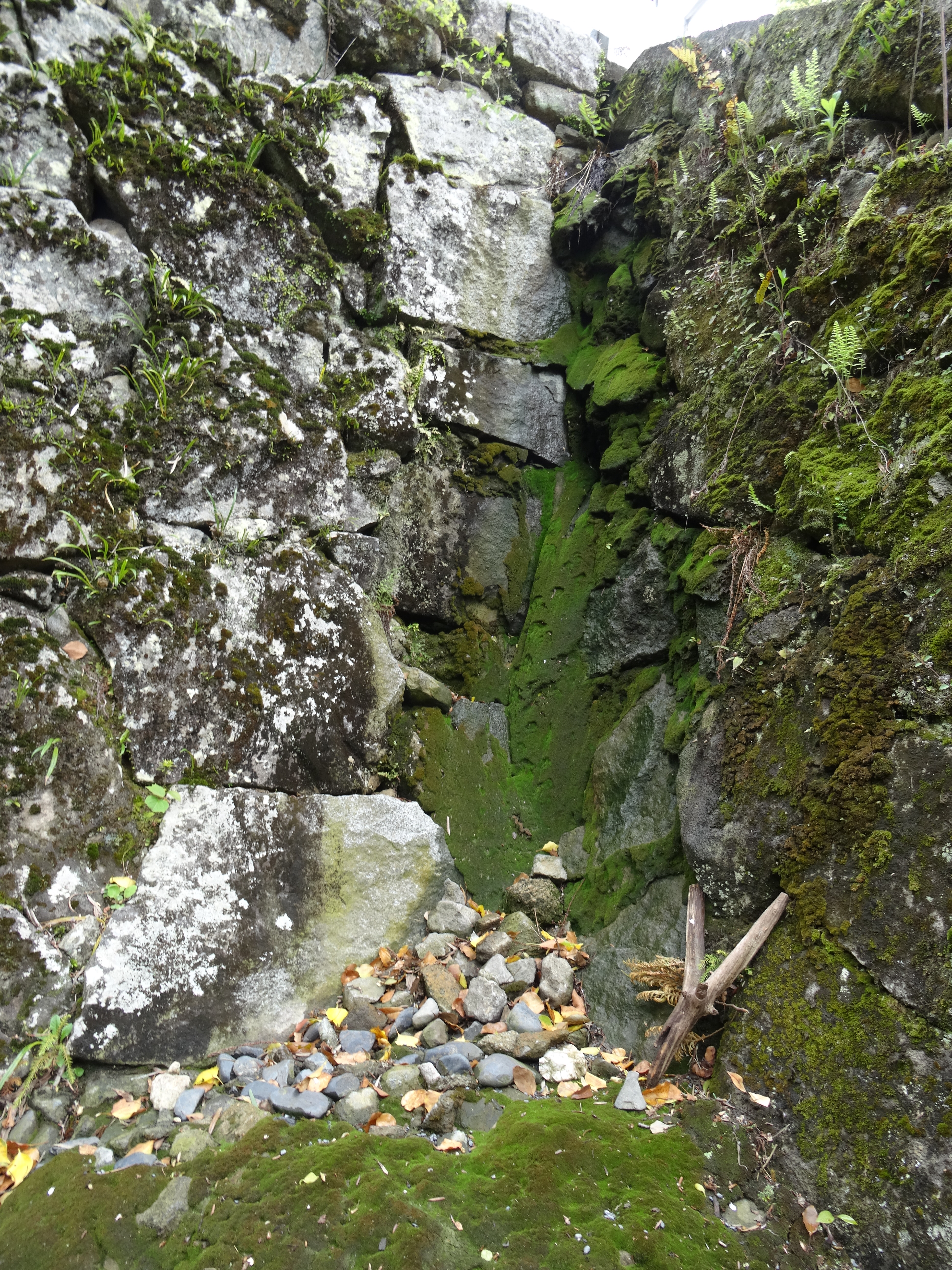
筑波山神社境内に見られるホンモンジゴケ

ホンモンジゴケ（Scopelophila cataractae）は、センボンゴケ科に属する蘚類で、銅ゴケの1種である。1934年（昭和9年）に新種として植物学雑誌において発表され、その際にホンモンジゴケの和名を与えられた。

## 概要
ホンモンジゴケは世界中に広く存在する蘚類だが、日本では1910年（明治43年）共立薬科大学・桜井久一博士によって池上本門寺の五重塔で初めて発見されたため、その場所に因んで命名された。五重塔の相輪が銅で作られ緑青として流れ落ち、青色に染まった石垣であったという。その後の調査で、各地の神社や寺の銅屋根、青銅像、燈篭、精錬所、鉱山などで発見された。また、熊本大学・野口彰博士の研究により、欧米の銅ゴケと同じ種であることが確認された。
植物に含まれる銅の濃度は乾燥重量辺り3～15ppmが普通だが、ホンモンジゴケに含まれる銅濃度は9040～18600ppmという数字であり、極めて高い濃度である。銅のほとんどは細胞質ではなく、細胞壁に選択的に蓄積されている。ただし、その生物学的意義は不明である。
ヨーロッパの群落は人為的にもたらされた可能性が考えられている。